# Vortex-keverő

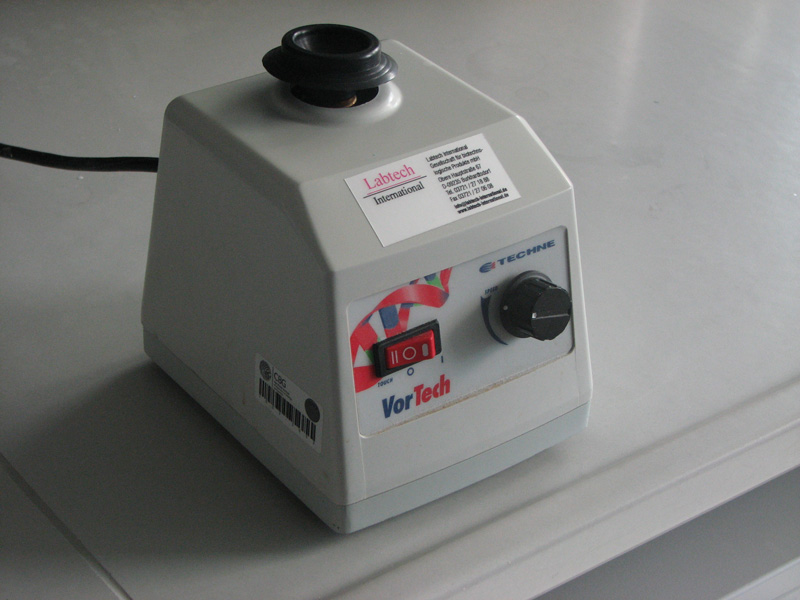
Vortex-keverő

A vortex-keverő a laboratóriumi gyakorlatban széles körben alkalmazott keverőeszköz kis mennyiségű folyadékok keverésére. A keverő egy elektromos motorból áll, mely függőleges tengelyhez kapcsolódik. A tengely excentrikusan kapcsolódik egy gumi kalaphoz, mely lefedi a végét. A motor bekapcsolt állapotában a gumi kalap gyors körkörös oszcilláló mozgást végez ("rezeg"). A legtöbb vortex keverő különböző sebességek mellett használható, egyesek folyamatos üzemmódban is működnek, egyszerű bekapcsolással vagy kikapcsolással.
A vortex keverőket elsősorban a biológiai kutatólaboratóriumok használják. Mikrobiológiai laboratóriumokban a sejtek szuszpendálására. Biokémiai és analitikai laboratóriumokban reagensek keverésére vagy minták oldószerben történő elkeverésére használják. 
Különleges az ujj-vortex, melynél a motor kapcsolását úgy oldjuk meg, hogy rányomjuk a kémcsövet a gumikalapra, és ahogyan a gumikalap lejjebb mozdul, a motor bekapcsolódik. Ameddig a gumikalapon nyomva tartjuk a kémcsövet, addig történik a keverés, ha a kémcsövet felengedjük, a motor kikapcsol. 

## Külső hivatkozások
- IKA – Vortex-keverő gyártó honlapja
- VELP – Vortex-keverő gyártó honlapja
- Nickel-Electro Ltd Vortex-keverő gyártó honlapja